# 385
385 (CCCLXXXV) fue un año común comenzado en miércoles del calendario juliano, en vigor en aquella fecha.
En el Imperio romano, el año fue nombrado como el del consulado de Augusto y Bauto, o menos comúnmente, como el 1138 Ab urbe condita, adquiriendo su denominación como 385 a principios de la Edad Media, al establecerse el anno Domini.

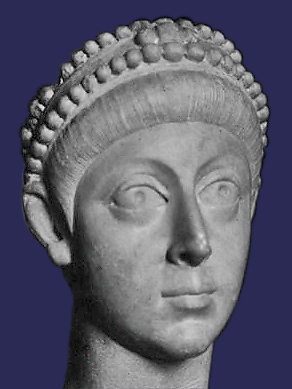
Busto de Arcadio, Augusto desde 383 y cónsul el año 385 con solo siete años.

## Acontecimientos
- Destrucción del templo de Serapis en Alejandría.
- Hispania: se crea la nueva provincia de la Balearica.
- San Agustín se convierte al catolicismo.

## Nacimientos
- Xie Lingyun, escritor chino.

## Fallecimientos
- Prisciliano, condenado por un tribunal civil en Tréveris.
- Elia Flacila: esposa del emperador romano Teodosio I el Grande.